# La Chaîne parlementaire
La chaîne parlementaire (LCP) es un canal de televisión nacional público francés. Se compone de dos emisiones: LCP-Assemblée nationale y de Public Sénat, que comparten el canal repartiéndose las distintas franjas horarias. Fue creado en 1999 por la Asamblea Nacional y el Senado franceses con el fin de rendir cuentas de las actividades de ambas instituciones.
LCP es un canal de gratuito disponible en la Francia metropolitana a través de la Televisión Digital Terrestre francesa, televisión por cable, satélite y ADSL.

## Historia

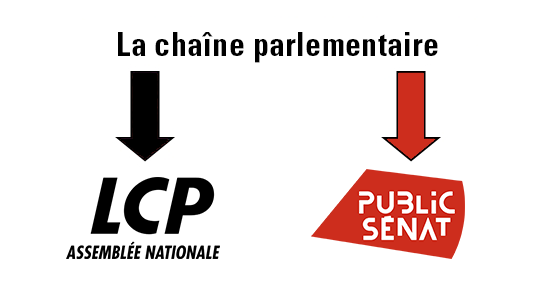
La Chaîne Parlementaire agrupa dos emisiones diferentes

En octubre de 1993, la Asamblea Nacional Francesa creó un canal interno llamado Canal Assemblée nationale para retransmitir las sesiones y comisiones de la cámara además del trabajo de los diputados fuera del hemiciclo.
Esta cadena que emite tan solo unas horas al día y a partir de abril de 1996 el senado ocupa con sus sesiones plenarias parte del horario libre de emisiones. El Canal Assemblée nationale pasa a llamarse Canal Assemblées, el primer paso en la realización de una cadena parlamentaria conjunta.
La Chaîne parlementaire fue creada oficialmente por la ley del 30 de diciembre de 1999, que modifica la ley Léotard del 30 de septiembre de 1986. Esta ley vino a dotar a Francia de un órgano similar el BBC Parliament en el Reino Unido o a Chamber TV en Luxemburgo, capaz de rendir cuentas en directo de la actividad parlamentaria más allá de las transmisiones los martes y miércoles por la tarde en France 3.
La unión definitiva entre ambas emisiones dentro del mismo canal se produjo el 8 de febrero de 2000. También comenzó la emisión por cable y por satélite. Las dos emisiones son autónomas y se alternan las 24 horas del día en intervalos de tiempo predeterminados.
El 31 de marzo de 2005, La chaîne parlementaire comenzó a emitir por el canal 13 en la Televisión Digital Terrestre francesa aumentando considerablemente su público potencial.

### Objetivo
La Chaîne parlementaire tiene vocación de servicio público, de información y de formación de los ciudadanos sobre la vida pública, mediante programas parlamentarios , educativos y cívicos.

## Programación
El canal ofrece las sesiones de la Asamblea y el Senado en directo o en diferido, programas políticos diarios, periódicos, informes, así como eventos políticos nacionales o internacionales transmitidos en directo.